# Kolloidmühle

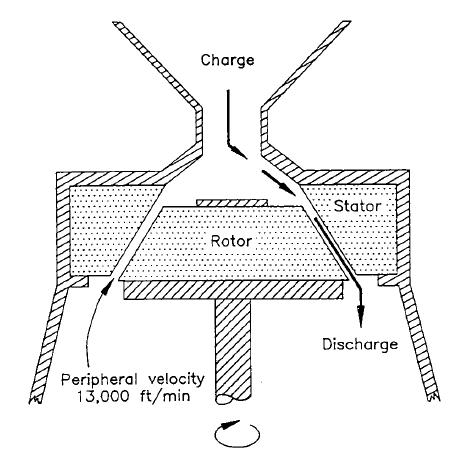
Schemadiagramm einer Kolloidmühle mit einer Umfangsgeschwindigkeit (peripheral velocity) von ca. 66 m/s. Das Mahlgut wird von oben eingefüllt.

Eine Kolloidmühle dient zur feinen Zerteilung von in einer Flüssigkeit suspendierten Feststoffen oder zur Reduktion der Partikelgröße einer Suspension einer Flüssigkeit in einer anderen, also zur Erzeugung eines Kolloids.
Kolloidmühlen sind nach dem Rotor-/Stator-Prinzip aufgebaut. Dabei rotiert der Rotor mit einer Drehzahl von 2.000 bis 18.000 Umdrehungen/Minute. Die dadurch in der Mahlkammer erzeugten starken hydraulischen Drücke sowie Prall- und Schneideffekte zerteilen das Mahlgut und verteilen es in der Suspensionsflüssigkeit. Eine einstellbare Spaltbreite zwischen Rotor und Stator dient dazu, die maximale Partikelgröße festzulegen. 
Kolloidmühlen finden eine breite industrielle Anwendung
- Pharmazeutische Industrie: z. B. Herstellung von Salben und Pasten
- Kosmetische Industrie: Cremes, Lippenstiftmassen, Nagellack, Handgele
- Farben- und Lackproduktion: Dispersionsfarben, verschiedenste Farbpigmente
- Seifenindustrie: Homogenisieren von Waschmitteln
- Kunststoffindustrie: verschiedenste Dispersionen und Emulsionen
- Textilindustrie: Druckfarben, Imprägniermittel
- Schmierfettindustrie
- Papierindustrie: Papierfarbe und -leim
- Lebensmittelindustrie: Homogenisieren von Eiscremes, von Sahne in Milch, Herstellung von Saucen, Mayonnaisen, Pasten und Massen unterschiedlicher Art